# Greenwich (Connecticut)
Greenwich is een plaats in Fairfield County in de Amerikaanse staat Connecticut met 63.518 inwoners (2020).

## Beschrijving
Greenwich ligt in het uiterste zuidwesten van Connecticut en is de meest zuidelijk gelegen plaats van de staat. De plaats dient als chique voorstad van New York. Veel rijke en beroemde Amerikanen hebben of hadden hier een woning, zoals Truman Capote, Diana Ross, Mel Gibson, Tommy Hilfiger, Donald Trump en Ivan Lendl. Voormalig president George H.W. Bush groeide op in Greenwich. In 2005 stond Greenwich op de 12e plaats in een lijst van de 100 beste plaatsen om te wonen in de VS, samengesteld door CNN en het tijdschrift Money.
In Greenwich zijn veel financiële dienstverleningsbedrijven, zoals hedgefondsen. Ook leasebedrijf United Rentals, kaarsenproducent Blyth en het Noord-Amerikaanse hoofdkwartier van Nestlé zijn gevestigd in Greenwich. Het ziekenhuis van Greenwich is een dependance van de School of Medicine van de Yale-universiteit.
In de historische wijk Cos Cob is een haven aan de Mianus-rivier, die iets ten zuiden de Atlantische Oceaan instroomt. Eind 19e eeuw werd Cos Cob een levendige kunstenaarskolonie van vooral impressionistische schilders. Middelpunt was het Bush-Holley House, nu een National Historic Landmark.
Greenwich werd gesticht in 1640 door Engelse kolonisten, die het grondgebied van plaatselijke indianen kochten. De Engelse kolonisten voegden zich twee jaar later bij de Nederlandse kolonie Nieuw-Nederland. In 1650 werden nieuwe grenzen getrokken tussen de Engelse en Nederlandse kolonies en werd Greenwich deel van de Engelse New Haven Colony. Tijdens de Amerikaanse Revolutie wist de Amerikaanse generaal Israel Putnam op 26 februari 1779 in Greenwich ternauwernood aan de Britse troepen te ontsnappen. Putnams hoed, met kogelgaten, wordt tentoongesteld in Putnam Cottage, een 18e-eeuwse herberg in Greenwich.
Greenwich lag aan de oude postkoetsroute tussen Boston en New York, nu deel van de snelweg U.S. Route 1. Ten zuiden van Greenwich loopt de nieuwe snelweg Interstate 95. In 1983 stortte een brug van de I-95 over de Mianus-rivier in, waarbij drie mensen omkwamen. Greenwich heeft vier stations aan de New Haven Line van Metro-North Railroad, een treinverbinding met Station Grand Central Terminal in New York.
In Greenwich zijn een groot aantal films opgenomen, waaronder The Ice Storm (1997), The Stepford Wives (2004), The Good Shepherd (2006), The Accidental Husband (2008) en Old Dogs (2009).

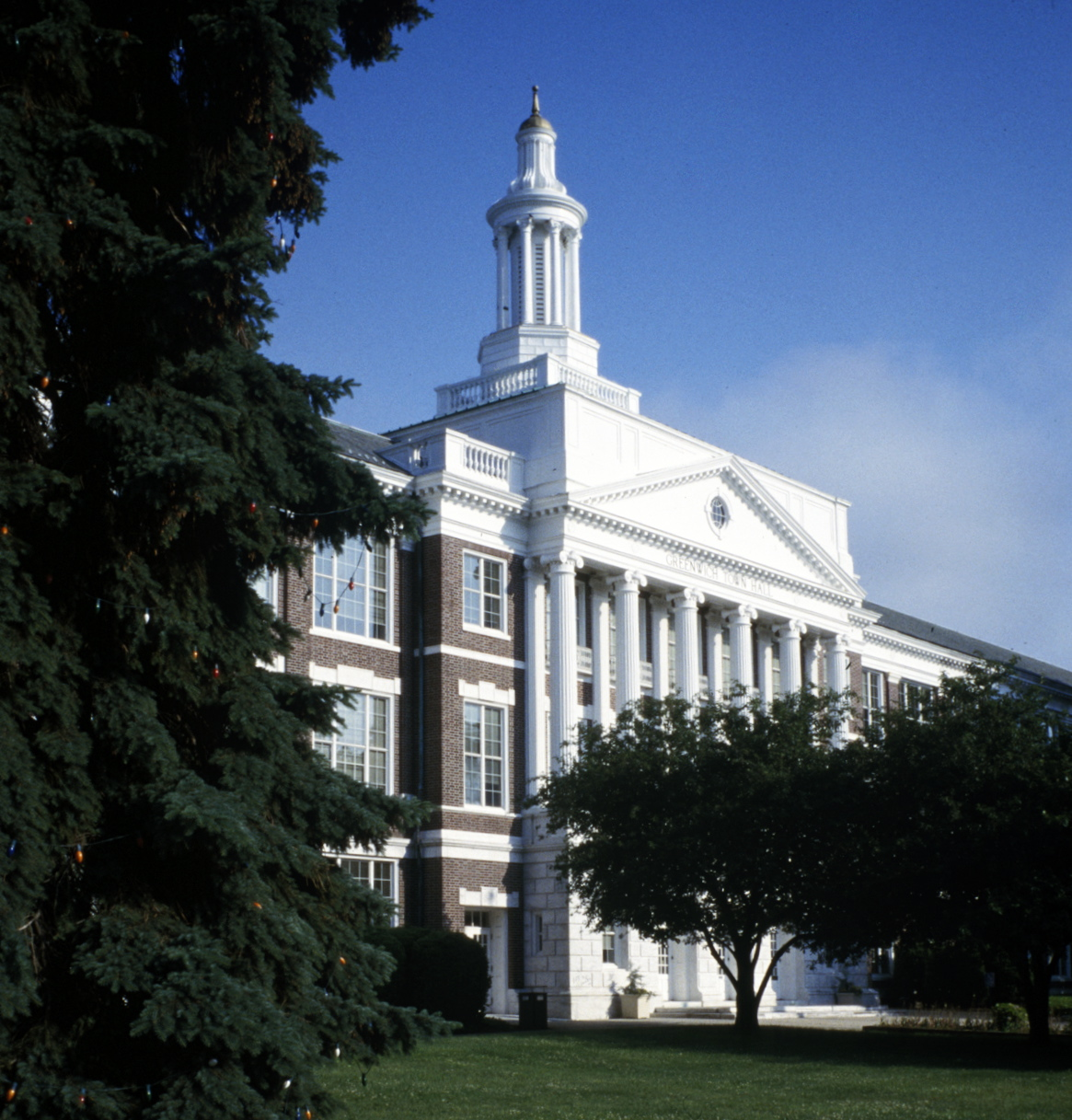
Town hall (stadhuis) van Greenwich

## Partnersteden
- Vienne, Frankrijk

## Bekende inwoners

### Geboren
- Dyanne Thorne (1936-2020), actrice
- Glenn Close (1947), actrice
- Tom Noonan (1951), acteur, filmregisseur, filmproducent en scenarioschrijver
- Chris Coons (1963), senator voor Delaware
- Jim True-Frost (1966), acteur
- Matt Ross (1970), acteur, filmproducent, filmregisseur en scenarioschrijver
- Hope Hicks (1988), communicatie- en PR-adviseur
- Alexia Paganini (2001), kunstschaatsster

### Overleden
- Wilhelmina Cooper (1939-1980), Nederlands fotomodel
- Victor Borge (1909-2000), Deens-Amerikaans musicus en artiest
- Kurt Masur (1927-2015), dirigent

### Woonachtig (geweest)
- Carolyn Bessette-Kennedy, vrouw van John F. Kennedy jr.
- Edwin Booth, acteur, broer van John Wilkes Booth
- Victor Borge, musicus en humorist
- George H.W. Bush, voormalig president van de Verenigde Staten
- Prescott Bush, senator, vader van George H.W. Bush en grootvader van George W. Bush
- Truman Capote, schrijver
- Wilhelmina Cooper, Nederlands-Amerikaans fotomodel en ondernemer
- Mel Gibson, acteur
- Kathy Lee Gifford, televisiepresentatrice
- Roger Glover, bassist van Deep Purple
- Dorothy Hamill, kunstschaatsster, olympisch kampioene
- Leona Helmsley, hoteleigenaar
- Tommy Hilfiger, modeontwerper
- Ron Howard, regisseur en acteur
- Ethel Skakel Kennedy, vrouw van Robert F. Kennedy
- Ivan Lendl, tennisser
- Mary Tyler Moore, actrice en comédienne
- Robert Motherwell, kunstschilder
- Farah Pahlavi, vrouw van Mohammed Reza Pahlavi, de laatste sjah van Iran
- Regis Philbin, televisiepresentator
- Diana Ross, zangeres
- Wanda Sykes, comédienne en actrice
- Triple H, professioneel worstelaar
- Donald Trump, president van de Verenigde Staten